# Yuki (nome)
Yuki (in giapponese: 幸 o 雪 o 由貴 o 由紀) è un nome proprio di persona giapponese maschile e femminile.

## Origine e diffusione
Come molti nomi giapponesi, può essere tratto da diversi kanji che corrispondono al suono yuki, come ad esempio 幸 ("felicità") o 雪 ("neve"); in alternativa, può essere formato da più kanji combinati, come 由 (yu, "ragione", "causa") e 貴 (ki, "prezioso") o 紀 (ki, "cronaca").

## Onomastico
Yuki è un nome adespota, non avendo un santo patrono; l'onomastico ricade pertanto il 1º novembre, giorno di Ognissanti.

## Persone
- Yuki, cantante giapponese;
- Yuki Kajiura, musicista, compositrice e produttrice discografica giapponese;
- Yuki Matsuoka, attrice e doppiatrice giapponese.